# Secció Francesa de la Internacional Obrera
El Partit Socialista Unificat - Secció Francesa de la Internacional Obrera (francès:Parti socialiste unifié, Section française de l'Internationale ouvrière, PSU-SFIO), més conegut per la seva abreviatura SFIO, fou el partit polític dels socialistes francesos des de la seva fundació el 1905 fins a 1969. El seu nom assenyala el seu caràcter de secció nacional de la Segona Internacional (Internacional Obrera).

## Història

### Unificació del socialisme francès (1901-1905)
La creació de la SFIO és el resultat d'un procés encoratjat per la Segona Internacional, i iniciat en 1901, d'unificació de les diverses organitzacions i grups socialistes a França i finalitza en 1905 quan el Partit Socialista Francès (Parti socialiste français) i el Partit Socialista de França (Parti socialiste de France) es fusionen en la SFIO. En la nova formació van confluir els principals capdavanters socialistes francesos del moment: Jules Guesde, Jean Jaurès, Édouard Vaillant i Paul Lafargue. Altres destacats dirigents de la SFIO van ser Paul Faure, Léon Blum, Guy Mollet i Alain Savary. A les primeres eleccions a les quals va concórrer, les legislatives de maig de 1906, la SFIO va obtenir 51 escons.

### La Primera Guerra Mundial (1914-1918)
Com la majoria dels partits socialistes europeus (socialpatriotes) integrats en la Segona Internacional, la SFIO va acabar adoptant una posició nacionalista de suport al govern francès burgès davant la guerra. Malgrat uns primers posicionaments en clau pacifista i internacionalista (el manifest "À bas la guerre, vive la république sociale, vive le socialisme international", publicat el 14 de juliol de 1914), l'assassinat de l'internacionalista Jean Jaurès va donar pas a un viratge nacionalista que es va materialitzar en el suport parlamentari als crèdits de guerra (4 d'agost) i la posterior entrada en el govern de concentració nacional, o de Union sacrée (Unió sagrada). Tan sols alguns sectors minoritaris del partit, aglutinats entorn de Jean Longuet i Fernand Loriot, van mantenir la seva posició antibel·licista.

### La crisi de les Internacionals: el Congrés de Tours (1920)
Després de la Revolució Russa de 1917, en el Congrés de Tours es produïx una divisió entre els partidaris d'incorporar-se a la Internacional Comunista i els contraris a ella. La majoria dels delegats (3252 vots sobre 4763). accepta les 21 condicions i es transforma en la Secció Francesa la Internacional Comunista (Section Française de l'Internationale Communiste, SFIC) futur Partit Comunista Francès. No obstant això la minoria dels delegats i la majoria el grup parlamentari, refusant el vot, decideixen mantenir-se dins de la Segona Internacional reconstituïda després de la Primera Guerra Mundial.

### L'escissióneosocialista(1929-1933)
Durant la crisi de entreguerres, durant el lideratge de Léon Blum, la SFIO va sofrir el conflicte i la posterior escissió de la fracció neosocialista. Aquest corrent, liderada per Marcel Déat, Adrien Marquet, Paul Faure i Max Bonnafous, entre d'altres, es va distingir per la reivindicació d'un nou socialisme d'acció (neosocialisme) orientat cap a les classes mitjanes emergents després de la Primera Guerra Mundial, contrari a la socialització dels mitjans de producció i partidària d'una aliança amb les elits capitalistes a favor d'un programa de racionalització, planificació i modernització econòmica. Els neosocialistes, a més, es van distingir per la voluntat de participar en els governs francesos, contra la voluntat de Léon Blum i els sectors majoritaris de la SFIO de romandre al marge. L'enfrontament entre neosocialistes i la direcció socialista va ser agreujant-se entre 1929, que Marcel Déat va publicar la seva obra Perspectives socialistes, i 1933, que el XXX Congrés ordinari de la SFIO consagra rebutja les posicions neosocialistes i expulsada als membres del corrent, que funden l'efímer Partit Socialista de França - Unió Jean Jaurès (UJJ) el desembre de 1933.

### El Front Popular (1936-1938)
L'esclat de la crisi internacional dels anys trenta va afeblir fortament les institucions de la Tercera República francesa. El creixent descontentament de les classes mitjanes, la inestabilitat governamental i la incapacitat de la classe política per a afrontar els problemes econòmics i socials va afavorir un fort creixement de les forces conservadores, ultradretanes i antiparlamentàries. Com a resposta a l'amenaça reaccionària contra la República, la SFIO (principal partit de l'esquerra) i altres forces progressistes (el partit radical-socialista, el PCF, entre d'altres, i diversos moviments cívics i intel·lectuals) van formar la coalició del Front o Unió Popular (Front Populaire o Rassemblement Populaire, en francès), que es va presentar i va obtenir la victòria a les eleccions de 1936, sota el lideratge del socialista Léon Blum. El govern del Front Popular va desenvolupar durant el seu mandat un programa basat en les reformes socials (vacances pagades, reducció de la jornada laboral a 40 hores setmanals, pujada dels salaris, reconeixement sindical) i modernització dels costums (nomenament de dones ministres). L'agreujament de la crisi econòmica i la tensió social, no obstant això, va fer finalment caure el govern Blum el gener de 1937. El líder socialista encara lideraria un nou govern entre març i abril de 1938, que es va veure abocat al fracàs després de la negativa del Senat a concedir-li plens poders.

### La Segona Guerra Mundial (1940-1945)
Després de la capitulació francesa davant el Tercer Reich el 1940, l'Assemblea Nacional, majoritàriament socialista, va aprovar la cessió de poders al mariscal Philippe Pétain que va donar origen al règim de Vichy. Dels 90 electes de la SFIO, una àmplia majoria (54 diputats) liderada per Paul Faure va acceptar el dictat alemany contra la posició de la direcció del partit i de Léon Blum. Encara que aquesta submissió es va justificar en nom del pacifisme, alguns dels quals la van protegir i evolucionar cap al col·laboracionisme o l'extrema dreta.
El sector de Blum, minoritari en el grup parlamentari però majoritari en el partit, es va reorganitzar en el Comitè d'Acció Socialista (CAS), nítidament orientat cap a la resistència contra el nazisme, i en 1943 va tornar a adoptar les sigles de la SFIO, participant activament en la Resistència liderada pel general De Gaulle.

### Quarta República (1946-1958)
Després de la guerra, el sistema polític francès es va reconstituir entorn de dos grans blocs: el gaullisme a la dreta i el PCF, a l'esquerra. La SFIO, reconstituïda sobre la seva fracció resistent, va quedar relegada a un paper secundari dintre del conjunt de l'esquerra, a diferència de l'esdevingut en altres països d'Europa. Malgrat això, la SFIO va participar activament en l'elaboració de la Constitució de 1946 i en la construcció institucional de la Quarta República.

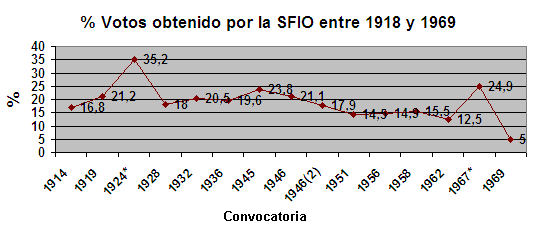
Evolució de l'electorat de la SFIO en les eleccions legislatives entre 1918 i 1969. (*) Es va presentar en coalició, amb radicals en 1924 i amb les sigles FGDS en 1967.

Ideològicament, la nova SFIO va oscil·lar entre la col·laboració amb el centre (1947), la competència en radicalisme marxista amb el PCF i un nou viratge cap al centre que es concreta en el suport al cop de mà gaullista i el suport la guerra colonialista d'Algèria (1958). Aquest últim viratge, i en particular la gestió de la guerra d'Algèria portada a terme pel govern socialista de Guy Mollet, provoca l'escissió del Partit Socialista Autònom (PSA, Parti socialiste autonome) liderat per Edouard Dupreux i Vincent Auriol, d'una banda, i la posterior creació del Partit Socialista Unificat (PSU, Parti socialiste unifié) integrat pel PSA i altres sectors escindits de la SFIO, per un altre.

### La SFIO en la Cinquena República: crisi i refundació socialista (1958-1969)
Les successives escissions sumiren la SFIO en una greu crisi que posa en qüestió fins i tot la seva posició com referent del socialisme a França. En 1965, s'integra en la Federació de l'Esquerra Democràtica i Socialista (FGDS, Fédération de la gauche démocratique et socialiste) juntament amb radicals-socialistes, la Unión Democràtica i Socialista de la Resistència (UDSR), la Convenció d'Institucions Republicanes de François Mitterrand i diversos grups i clubs d'esquerra no comunista. Després de les eleccions legislatives franceses de 1968, la SFIO reconstituïx el seu grup parlamentari diferenciat i es presenta en solitari a la convocatòria de 1969, obtenint un 5% dels vots. Finalment, aquest mateix any, la SFIO participa juntament amb altres grups socialistes en el Congrés d'Issy-els-Moulineaux, en la creació del Partit Socialista.

## Resultats electorals

### Eleccions presidencials
| Any  | Candidat               | 1a volta  | 1a volta    | 1a volta | 2a volta | 2a volta    | 2a volta |
| Any  | Candidat               | Vots      | %           | Pos.     | Vots     | %           | Pos.     |
| ---- | ---------------------- | --------- | ----------- | -------- | -------- | ----------- | -------- |
| 1913 | Édouard Vaillant       | 63        | 7,27 / 100  | 3rd      | 69       | 8,03 / 100  | 3r       |
| 1920 | Gustave Delory         | 69        | 8,78 / 100  | 2n       | N/D      | N/D         | N/D      |
| 1932 | Paul Faure             | 114       | 14,67 / 100 | 2n       | N/D      | N/D         | N/D      |
| 1939 | Albert Bedouce         | 151       | 16,7 / 100  | 2n       | N/D      | N/D         | N/D      |
| 1947 | Vincent Auriol         | 452       | 51,19 / 100 | 1r       | N/D      | N/D         | N/D      |
| 1953 | Marcel-Edmond Naegelen | 160       | 17,24 / 100 | 1r       | 329      | 37,77 / 100 | 2n       |
| 1969 | Gaston Defferre        | 1 133 222 | 5,01 / 100  | 4t       | N/D      | N/D         | N/D      |

### Eleccions legislatives
| Any       | Vots                   | %     | Escons    | +/- |
| --------- | ---------------------- | ----- | --------- | --- |
| 1906      | 877,221                | 9.95  | 54 / 585  | N/D |
| 1910      | 1,110,561              | 13.15 | 75 / 595  | 21  |
| 1914      | 1,413,044              | 16.76 | 103 / 595 | 27  |
| 1919      | 1,728,663              | 21.22 | 67 / 613  | 34  |
| 1924      | 1,814,000              | 20.10 | 104 / 581 | 36  |
| 1928      | 1,708,972              | 18.05 | 100 / 604 | 4   |
| 1932      | 1,964,384              | 20.51 | 132 / 607 | 32  |
| 1936      | 1,955,306              | 19.86 | 149 / 610 | 17  |
| 1945      | 4,561,411              | 23.8  | 134 / 522 | =   |
| 1946 (I)  | 4,187,747              | 21.1  | 128 / 586 | 6   |
| 1946 (II) | 3,433,901              | 17.9  | 102 / 627 | 26  |
| 1951      | 2,894,001              | 15.4  | 107 / 625 | 5   |
| 1956      | 3,247,431              | 15.3  | 95 / 595  | 12  |
| 1958      | 3,167,354              | 15.5  | 40 / 576  | 55  |
| 1962      | 2,298,729              | 12.5  | 65 / 491  | 18  |
| 1967      | 4,224,110 (en el FGDS) | 19.0  | 114 / 491 | Nou |
| 1968      | 3,660,250 (en el FGDS) | 16.5  | 57 / 487  | 57  |

### Secretaris generals
- Louis Dubreuilh (1905-1918)
- Ludovic-Oscar Frossard (1918-1920)
- Paul Faure (1920-1940)
- Daniel Mayer (1943-1946)
- Guy Mollet (1946-1969)